# War, West Virginia
War är en ort i McDowell County i West Virginia i USA. Vid 2010 års folkräkning hade War 862 invånare.